# Cielo de un solo color
«Cielo de un solo color» es una canción de la banda No Te Va Gustar procedente de Uruguay  , publicada en el álbum Aunque cueste ver el sol. Fue  compuesta por Emiliano Brancciari, Mateo Moreno y Pablo Abdala, siendo una de las pocas canciones escritas en conjunto por los 3 miembros fundadores del grupo. La canción trata sobre la Crisis bancaria de 2002 en Uruguay y sobre la dura situación que se vivió en ese momento, había una crisis económica y social en Uruguay varios hechos contrastaron ese difícil momento; el aumento de la delincuencia, aumento de la pobreza, el desempleo, la emigración, la tasa de homicidios y suicidios.
la letra de la canción es contundente y rápidamente fue apropiada por el pueblo uruguayo como señal de lucha y esperanza.
La canción se difundió ampliamente en Uruguay durante la Copa Mundial de Fútbol de 2010, en la que la selección uruguaya obtuvo el cuarto puesto.